# Armée royale sarde
L'Armée royale sarde (en italien : Regia Armata Sarda) ou Armée sarde, Armée savoyarde ou simplement Armée piémontaise, est l'armée de terre du duché de Savoie, puis du royaume de Sardaigne, active du XVIe siècle jusqu'au 4 mai 1861, date à laquelle elle fusionne et devient  l'Armée royale italienne.

## Historique

### Les origines
En 1414, le comté de Savoie est élevée au rang de duché. À partir de cette époque, les unités militaires dont dispose le duché se concentrent dans le Piémont et la Vallée d'Aoste, où leur maintien repose sur la seigneurie féodale locale.
Au milieu du XVIe siècle, Emmanuel-Philibert de Savoie apporte des changements majeurs en réformant en profondeur les milices qui deviennent l’armée savoyarde. Il la transforme en une composante de plus en plus stable de l’État, tout en la détachant de l’influence des féodaux locaux. Ce processus lui permet d’exercer un contrôle plus direct sur la région piémontaise et de s’assurer de sa fidélité. Dans ce but, il crée une milice paysanne, qu’il officialise le 5 juillet 1566. Le commandement des troupes passe alors officiellement entre les mains du duc de Savoie. À cette époque, la formation est insuffisante et les effectifs en place manquent d’expérience sur le terrain.
Au XVIIe siècle, l’armée piémontaise connaît un renouveau notable. Ce changement découle de la politique étrangère menée par le gouvernement savoyard et de la nouvelle situation interne du duché. Pendant la première moitié du XVIIe siècle, l’armée savoyarde ne dispose pas d’une structure ni d’une organisation fixes. Ses effectifs varient considérablement entre les périodes de paix et de guerre. Elle se compose essentiellement de régiments recrutés par des nobles prestigieux pour le compte du duc, de régiments de mercenaires et de régiments religieux, composés principalement de protestants, majoritairement français.

### Les premiers régiments
En 1664, une première organisation militaire se met en place avec la création de régiments « appartenant » au duc. Ces régiments reçoivent un drapeau commun portant les armes ducales, en remplacement de ceux affichant les armoiries des commandants. Sept ans plus tard, l’armée se dote également d’un uniforme gris clair pour presque toutes les unités, très similaire à celui récemment adopté par l’armée française, que la petite Armée ducale affronte ou soutient alternativement au cours des fréquentes guerres. À partir de cette période et jusqu’au milieu du XVIIIe siècle, l’armée savoyarde s’ouvre largement aux nouveautés et se modernise constamment, surtout sous le règne de Victor-Amédée II. Deux réformes majeures marquent ces années : la création du corps des grenadiers et l’abolition des piquiers, toutes deux en 1685. Cette dernière réforme, en particulier, se fait avec une avance notable sur la plupart des armées européennes, les Français et les Espagnols n’abolissant les piquiers qu’une quinzaine d’années plus tard. 
En 1691, l’armée savoyarde compte 12 régiments d’infanterie, 3 de dragons et 2 de cavalerie.
Tout aussi important, bien que postérieur, la refrome de 1709 s’inspire de la discipline prussienne observée lors de Bataille de Turin et des tactiques de feu anglaises et hollandaises. Il introduit ainsi le tir par peloton en rangs serrés, remplaçant le tir en ligne à rangs espacés. La différence réside dans la disposition : dans le tir en ligne, les soldats sont alignés plusieurs rangs espacés de 4 mètres, et tous les soldats d’un rang tirent simultanément avec un intervalle entre les salves des différents rangs, pour maintenir un feu aussi continu que possible. Dans le tir par peloton, en revanche, les soldats se rangent sur trois lignes rapprochées, le front étant divisé en pelotons. Dans chaque peloton, les soldats des trois lignes tirent en même temps, suivis à intervalles réguliers par les autres pelotons.

### Fondation de l’Armée royale sarde et l'ère Victor-EmmanuelIer
En juillet 1713, le duc de Savoie obtiennent le titre royal en tant que roi de Sicile , qu’il conserve jusqu’en 1720, lorsqu’ils échangent ce titre contre celui de roi de Sardaigne. La même année, l’armée savoyarde se divise en infanterie d’ordonnance, nationale et étrangère, et en une nouvelle infanterie provinciale qui remplace la milice. L'armée est rebaptisée royale au lieu de ducale. Entre 1718 et 1720, les régiments savoyards combattent les Espagnols en Sardaigne.  

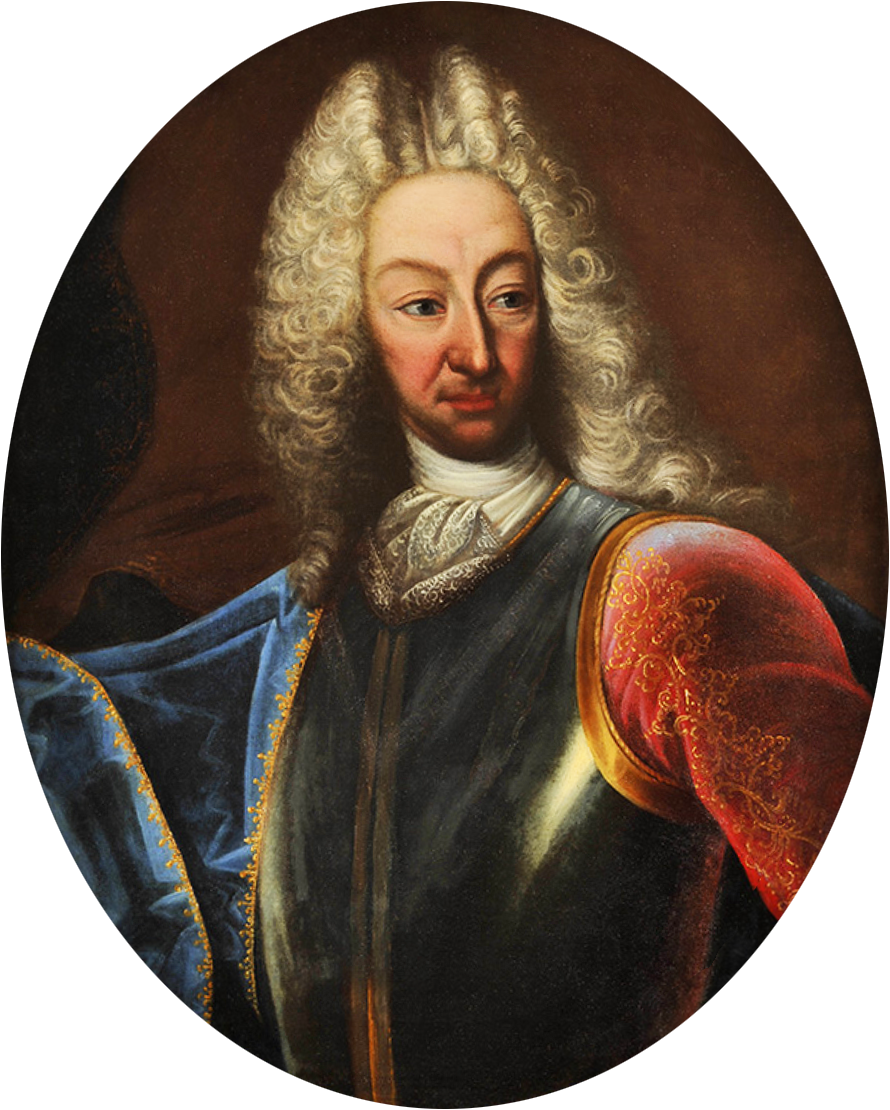
Victor-Amédée II, premier roi de Sardaigne de la maison de Savoie.

Au début de la guerre, entre le continent et la Sicile, l’armée compte 19 régiments d’infanterie, 2 régiments de cavalerie, 3 de dragons, un d’artillerie et un d’infanterie de marine. 
Au XVIIIe siècle, l’armée, alliée à une habile politique diplomatique, devient l’outil principal des souverains savoyards, comme Victor-Amédée II et son successeur Charles-Emmanuel III . Elle permet à l’État piémontais d’étendre son territoire et d’accéder au statut de puissance internationale. L’armée participe aux grandes guerres de succession de l’époque (guerres de Succession d’Espagne, de Pologne et d'Autriche). Ce rôle stratégique vaut au Piémont le surnom de « Prusse de l’Italie ». 
En 1747, elle atteint 32 régiments d’infanterie. La cavalerie reste cependant limitée à 2 régiments, tandis que les dragons augmentent à 5 régiments. En 1774, les effectifs totaux de l’armée savoyarde s’élèvent à 100 000 hommes. Le roi conserve le contrôle des troupes, assisté d’un état-major composé d’aides de camp et de 28 généraux expérimentés, tous issus de l’aristocratie. En effet, les nobles occupent 78 % des postes des armes dites nobles, tandis que la bourgeoisie représente 20 % des grades dans l’infanterie et la cavalerie. Le reste de l’armée est composé des populations locales.
En 1814, Victor-Emmanuel Ier de Savoie fonde le corps des Carabiniers royaux. Après l’armistice de Cherasco en 1796 et la tentative du royaume de Sardaigne de résister à l’invasion napoléonienne, l’Armée sarde est progressivement démobilisée. Ses restes sont intégrés dans des corps au service de la République subalpine, puis du royaume d’Italie napoléonien.
Avec la Restauration, Victor-Emmanuel Ier entreprend dès 1815 de reconstruire l’armée piémontaise. Elle est organisée en 10 brigades d’infanterie, soutenues par des unités de cavalerie, d’artillerie et du génie, réparties en deux corps d’armée comprenant chacun deux divisions, ainsi qu’une division de réserve.
En 1848, l’armée piémontaise affronte l’armée austro-hongroise lors de la première guerre d'indépendance italienne. Mobilisée le 1er mars 1848, elle compte alors 65 000 hommes, soit les quatre cinquièmes de ses effectifs, répartis en deux corps d’armée avec deux divisions chacun, et une division de réserve. Lors de la seconde campagne militaire en mars 1849, le nombre de divisions passe de 5 à 8, pour un total d’environ 115 000 hommes. La guerre se termine par une défaite piémontaise à la bataille de Novare.

### Sous le règne de Victor-Emmanuel II

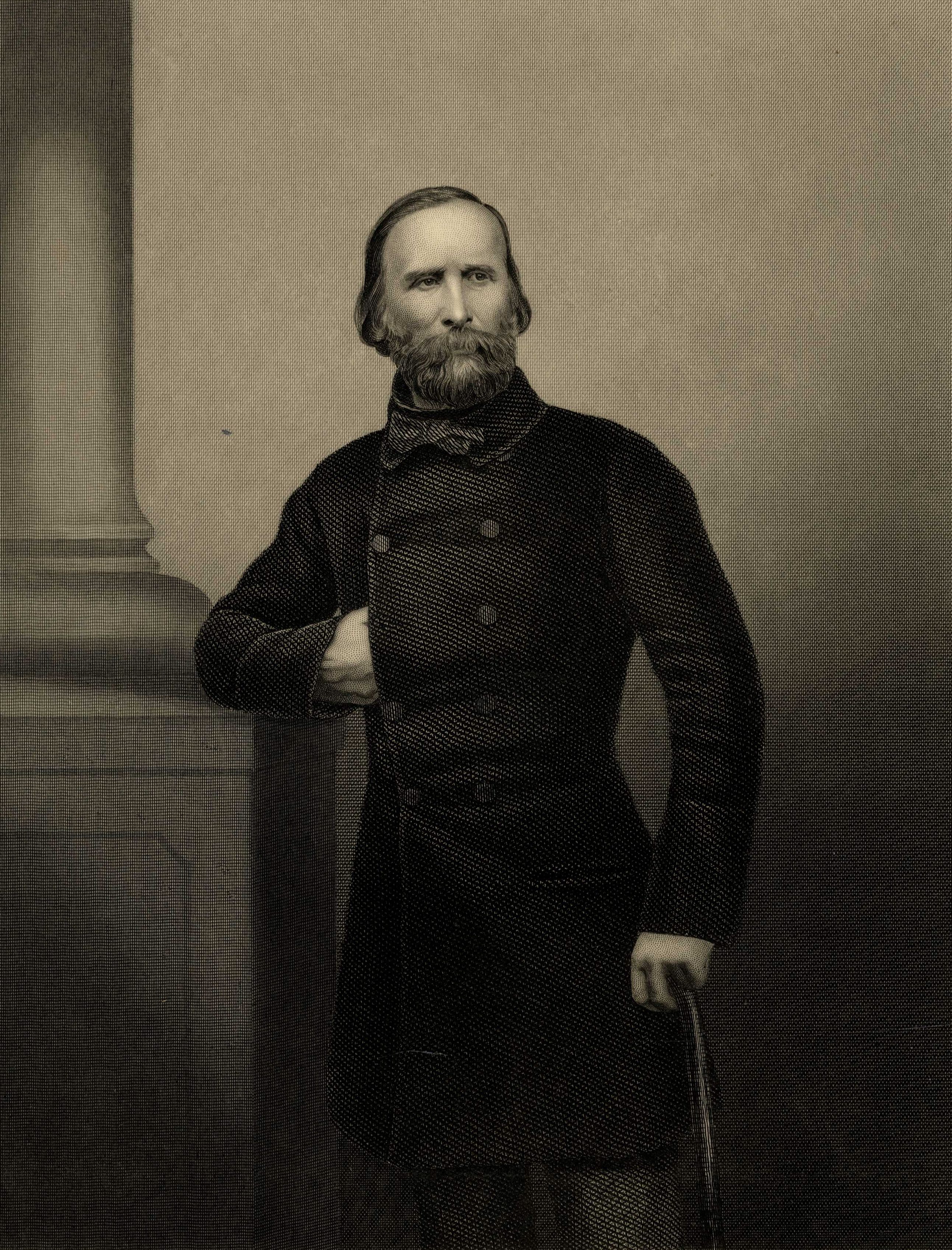
Giuseppe Garibaldi, commandant historique de l’Armée royale sarde notamment durant l’expédition des Mille où il conquiert le royaume des Deux-Siciles.

Sous le règne de Victor-Emmanuel II  de Savoie, l’armée royale sarde subit de nombreuses transformations, s’agrandissant tout en augmentant sa qualité et sa puissance. En 1855, pour la première fois, un corps expéditionnaire d’environ 15 000 hommes est créé afin de participer à la guerre de Crimée . 
À cette époque, l’armée piémontaise atteint un effectif total d’environ 79 000 hommes, dont 22 000 officiers et 56 000 soldats, en plus d’environ 20 000 volontaires issus de corps non piémontais, comme les chasseurs des Alpes . Les volontaires de l’armée régulière comptent environ 20 000 hommes. L’armée compte au total six divisions, dont une de cavalerie. 
En 1860, de nouvelles divisions sont intégrées, issues de la Ligue de l’Italie centrale, qui regroupe le grand-duché de Toscane, le duché de Parme, le duché de Modène  et la Légation des Romagnes. 
Après la campagne piémontaise en Italie centrale, menée par le IVe et le Ve corps d’armée, et l’annexion du royaume des Deux-Siciles , qui aboutit à l’unité italienne en février 1861, l’armée incorpore les forces du royaume des Deux-Siciles, une partie de l’armée méridionale garibaldienne, et le 4 mai 1861, elle prend officiellement le nom de Regio Esercito Italiano (Armée royale italienne). 

## Organisations
Dans les régiments, des écoles pour soldats existent, où on enseigne la lecture, l'écriture et le calcul. Selon le règlement de 1853, la solde moyenne d'un soldat en temps de paix s'élève à 15 centimes par jour, augmentant à 25 centimes en temps de guerre. Les soldats reçoivent également une ration de pain, 830 grammes de pain en été et 1 660 grammes en hiver. De plus, une allocation journalière est versée aux éventuelles épouses des soldats, accompagnée de deux rations de pain par jour.

### Infanterie

#### D'ordonnance nationale
L'infanterie d'ordonnance nationale se compose de personnel à pied (fusiliers et grenadiers) recruté dans le duché de Savoie. Facilement déployable sur le territoire. En temps de paix, son effectif atteint environ 20 000 hommes, mais en temps de guerre, il peut s’élever à 50 000 hommes.

#### D'ordonnance étrangère
L'infanterie d’ordonnance étrangère regroupe des volontaires provenant de régions ou d'États voisins des domaines de la maison de Savoie. Son effectif total est d’environ 1 270 hommes et majoritairement des Français, Suisses, Vaudois, Allemands, Siciliens et Lombards.

#### Légion royale légère
La Légion royale légère, force spéciale créée en 1774, joue le rôle de garde-frontière pour réprimer la contrebande et protéger les frontières de l’État. Ce corps est majoritairement constitué de personnel étranger. Son effectif maximal est de 2 100 hommes. Lors du passage à l’Armée royale italienne, ce corps devient l’actuelle Garde des Finances.

#### Infanterie provinciale
Créée au début du XVIIIe siècle, l'infanterie provinciale est un corps à service limité de 20 ans, composé de personnel non professionnel. Cette durée est réduite dans certains cas à 18 ans pour les Savoyards et à 12 ans pour les Niçois. En 1792, ce contingent comptait 21 000 hommes.

#### Corps francs
Les corps francs, communs à de nombreuses armées du XVIIIe siècle, comme celles de Prusse ou de l’Empire français, portent le nom de leur commandant, qui les maintient à ses frais et les met au service de l’État.

#### Milice
La milice est composée de volontaires recrutés à l’échelle paroissiale. Elle opère principalement dans les régions montagneuses et alpines, ainsi qu’en surveillance de petits villages et campements dans les zones de plaines et de collines. Ce corps effectue également des missions de reconnaissance et d’exploration au profit de l’armée régulière.

### Cavalerie
La cavalerie sarde est entièrement d’origine nationale. Elle se distingue largement au cours de la guerre de Succession d’Espagne. En temps de paix, elle compte en moyenne 2 400 cavaliers, un nombre qui peut doubler en période de guerre. La cavalerie sarde inclut trois corps au service du souverain  ainsi que six régiments réguliers, parmi lesquels on note le Piemonte reale et le Savoia Cavalleria, qui perdurent également sous le royaume d’Italie et plus tard sous la République italienne.
Le 19 mars 1852, une réorganisation générale de la cavalerie est mise en œuvre avec les dispositions suivantes :
- 4 régiments de cavalerie de ligne (Nizza, Piemonte Reale, Savoia, Genova),
- 1 escadron de guides,
- 5 régiments de chevau-légers (Novara, Aosta, Saluzzo, Monferrato, Alessandria).

Chaque régiment dispose d’un état-major, de 4 à 6 escadrons actifs et d’un escadron de dépôt. Chaque escadron se compose de :
- 5 officiers,
- 6 sous-officiers,
- 2 trompettes,
- 2 maréchaux-ferrants,
- 1 sellier,
- 130 soldats,
- 100 chevaux.

### Artillerie
L’artillerie sarde, très semblable à celle française, est organisée en brigades, chacune dotée de 4 à 6 pièces d’artillerie. Ces pièces sont transportées par un train de 300 chevaux, les armes étant ensuite assemblées sur place. L’artillerie se divise en plusieurs catégories : artillerie de campagne, artillerie de montagne et artillerie de batterie.
La majorité du personnel d’artillerie est recrutée dans la province de Bielle, où se trouvent également les industries productrices des armes. Sur le champ de bataille, l’artillerie est assignée à l’infanterie à raison de cinq pièces par brigade, tandis que la cavalerie reçoit quatre pièces pour chaque brigade.

## Grades
| Insigne        |                     |                          |                   |
| Grade          | Generale d'esercito | Tenente Generale         | Maggiore Generale |
| Grade français | Général d'armée     | Général de corps d'armée | Major général     |

| Insigne        |           |                    |          |           |            |                 |
| Grade          | Colonello | Tenente colonnello | Maggiore | Capitano  | Tenente    | Sottotenente    |
| Grade français | Colonel   | Lieutenant-colonel | Major    | Capitaine | Lieutenant | Sous-lieutenant |